# دورن دورن
دورَن دورَن (به انگلیسی: Duran Duran) گروه موسیقی پاپ راک انگلیسی است که در ۱۹۷۸ به‌وسیلهٔ استیون دافی (خواننده)، نیک رودز (کیبورد) و جان تیلور (گیتاریست/بیسیست) در بیرمنگام تشکیل شد. پس از تغییر چندبارهٔ اعضای اولیه، ترکیب گروه در مهٔ ۱۹۸۰ با حضور رودز، تیلور، سایمون لبون (خواننده)، اندی تیلور (گیتاریست) و راجر تیلور (درامر) ثابت شد.
دورن دورن در جنبش رمانتیک نو ظهور کرد. آن‌ها مبتکران تولید موزیک ویدئو بودند و از گروه‌های پیشرو دههٔ ۱۹۸۰ در دومین تاخت و تاز انگلستان در آمریکا که ام‌تی‌وی‌محور بود محسوب می‌شدند. تا سال ۱۹۸۴، این گروه به سطح شهرت مشابهی مانند بیتل‌مانیا دست یافته بود. «دختران در فیلم» نخستین ترانهٔ بسیار موفق گروه بود که در نخستین آلبومشان قرار داشت و محبوبیت آن با یک موزیک ویدئوی جنجالی افزایش یافت. دومین آلبوم موفقیت‌آمیز گروه ریو (۱۹۸۲) بود که در سراسر جهان موفق شد. ترانه‌های «گرسنه مثل گرگ» و «ریو» با موزیک ویدئوهایی سینمایی به کارگردانی فیلم‌ساز استرالیایی راسل مالکهی همراه بودند و به دو تا از بزرگ‌ترین موفقیت‌های آن‌ها تبدیل شدند. سومین آلبوم آن‌ها، هفت و ببر ژولیده (۱۹۸۳)، تنها آلبوم شماره یک آن‌ها در جدول فروش بریتانیا شد و تک‌آهنگ موفق «رفلکس» را به همراه داشت که در ایالات متحده و بریتانیا به صدر جدول رسید. این گروه در سال ۱۹۸۵ با تک‌آهنگ «نمایی به یک قتل» از موسیقی متن فیلم جیمز باند با همین نام به صدر جدول فروش ایالات متحده رسید.
اندی تیلور و راجر تیلور هر دو گروه را پیش از ضبط چهارمین آلبوم‌شان یعنی بدنام (۱۹۸۶) ترک کردند. لبون، رودز و جان تیلور ابتدا به‌عنوان سه عضو اصلی گروه را ادامه دادند، و در سال ۱۹۸۹ استرلینگ کمبل (درامر) و وارن کوکورلو (گیتاریست) را به عنوان اعضای تمام‌وقت اضافه کردند، اگرچه کمبل در سال ۱۹۹۱ از گروه جدا شد. این گروه اواخر دههٔ ۱۹۸۰ و اوایل دههٔ ۱۹۹۰ را صرف انتشار آلبوم‌ها و تک‌آهنگ‌هایی کرد که موفقیت متوسطی کسب کردند. آلبوم بازگشت آن‌ها در سال ۱۹۹۳، دو تک‌آهنگ موفق با نام‌های «جهان معمولی» و «به‌هم ریخته» داشت. تیلور در سال ۱۹۹۷ از گروه جدا شد، اگرچه چهار سال بعد، در سال ۲۰۰۱، یک اتحاد کامل از ترکیب کلاسیک سال‌های ۱۹۸۰–۱۹۸۵ با حضور لبون، رودز و هر سه تیلور انجام شد، که منجر به برگزاری تعدادی تور کنسرت بسیار موفق گردید. اندی تیلور دوباره در سال ۲۰۰۶ از گروه جدا شد.
طبق گزارش بیلبورد، دورن دورن بیش از ۱۰۰ میلیون نسخه از آثارشان را در جهان به فروش رسانده است. این گروه جوایز متعددی شامل دو جایزه بریت از جمله جایزه سال ۲۰۰۴ برای مشارکت برجسته در موسیقی، دو جایزه گرمی، یک جایزه موسیقی ویدئویی ام‌تی‌وی برای یک عمر دستاورد و یک جایزه ویدئوی بصری از جوایز موسیقی ام‌تی‌وی اروپا. آن‌ها همچنین یک ستاره در پیاده‌روی مشاهیر هالیوود دریافت کردند. این گروه در سال ۲۰۲۲ وارد تالار مشاهیر راک اند رول شد.
گروه دورن دورن در سال‌های دهه ۱۹۸۰ در میان جوانان ایرانی طرفداران زیادی داشت. خواننده این گروه، لِـبون همسری ایرانی‌تبار به نام یاسمین پروانه دارد.